# Atletica leggera alla XXIII Universiade
Le gare di atletica leggera alla XXIII Universiade si sono svolte allo Stadio İzmir Atatürk di Smirne, in Turchia, dal 15 al 20 agosto 2005.

## Risultati

### Uomini
| Specialità | Oro                                                                      | Prestazione | Argento                                                          | Prestazione | Bronzo                                                                       | Prestazione |
| 100 metri | Hu Kai                                                                   | 10"30       | Andrey Yepishin                                                  | 10"43       | Sandro Viana                                                                 | 10"49       |
| 200 metri | Leigh Julius                                                             | 20"56       | Shinji Takahira                                                  | 20"93       | Paul Hession                                                                 | 21"02       |
| 400 metri | Marvin Essor                                                             | 45"99       | DeWayne Barrett                                                  | 46"14       | Yuki Yamaguchi                                                               | 46"15       |
| 800 metri | Fabiano Peçanha                                                          | 1'46"01     | Selahattin Çobanoglu                                             | 1'47"49     | Maksim Adamovich                                                             | 1'47"50     |
| 1 500 metri | Ivan Heshko                                                              | 3'49"49     | Andrew Baddeley                                                  | 3'50"90     | Vincent Rono                                                                 | 3'51"48     |
| 5 000 metri | Wilson Busienei                                                          | 13'38"81    | Reid Coolsaet                                                    | 13'39"90    | Simon Ndirangu                                                               | 13'43"47    |
| 10 000 metri | Wilson Busienei                                                          | 28'27"57    | Mohamed Fadil                                                    | 28'31"86    | Karim El Mabchour                                                            | 28'43"15    |
| Mezza maratona | Wilson Busienei                                                          | 1'03'47     | Takayuki Tagami                                                  | 1'03'48     | Mohamed Fadil                                                                | 1'03'52     |
| 3000 metri siepi | Halil Akkas                                                              | 8'30"16     | Ion Luchianov                                                    | 8'30"66     | Ruben Ramolefi                                                               | 8'31"53     |
| 110 metri ostacoli | Mateus Inocêncio                                                         | 13"45       | Jared MacLeod                                                    | 13"67       | Sergey Demidyuk                                                              | 13"69       |
| 400 metri ostacoli | Kenji Narisako                                                           | 48"96       | Takayuki Koike                                                   | 49"75       | Greg Little                                                                  | 49"77       |
| 4×100 metri | Luca Verdecchia, Alessandro Rocco, Massimiliano Donati, Stefano Anceschi | 39"25       | Kazuya Kitamura, Masaya Aikawa, Masaya Minami, Shinji Takahira   | 39"29       | Gavin Eastman, Tyrone Edgar, Darren Chin, Timothy Abeyie                     | 39"41       |
| 4×400 metri | Rafał Wieruszewski, Daniel Dąbrowski, Piotr Kędzia, Piotr Klimczak       | 3'02"57     | Kazunori Ota, Yoshihiro Horigome, Yuki Yamaguchi, Kenji Narisako | 3'03"20     | Dimitry Petrov, Alexander Borshchenko, Konstantin Svechkar, Vladislav Frolov | 3'03"33     |
| Marcia 20 km | Juan Manuel Molina                                                       | 1'24'06     | Kim Hyun-Sup                                                     | 1'24'42     | Koichiro Morioka                                                             | 1'25'18     |
| Salto in alto | Aleksander Walerianczyk                                                  | 2,30        | Gennadiy Moroz                                                   | 2,26        | Martyn Bernard                                                               | 2,23        |
| Salto con l'asta | Björn Otto                                                               | 5,80        | Konstadinos Filippidis                                           | 5,75        | Aleksandr Korchmyd                                                           | 5,70        |
| Salto in lungo | Vladimir Zyuskov                                                         | 8,06        | Issam Nima                                                       | 8,02        | Stefano Dacastello                                                           | 7,95        |
| Salto triplo | Aleksandr Sergeyev                                                       | 16,72       | Steven Shalders                                                  | 16,67       | Nikolay Savolaynen                                                           | 16,67       |
| Getto del peso | Tomasz Majewski                                                          | 20,60       | Taavi Peetre                                                     | 20,02       | Anton Lyuboslavskiy                                                          | 19,40       |
| Lancio del disco | Gerd Kanter                                                              | 65,29       | Omar Ahmed El Ghazaly                                            | 62,28       | Gábor Máté                                                                   | 61,91       |
| Lancio del martello | Vadim Devyatovskiy                                                       | 79,13       | Esref Apak                                                       | 76,18       | Valeriy Sviatokha                                                            | 74,71       |
| Lancio del giavellotto | Ainars Kovals                                                            | 80,67       | Tero Järvenpää                                                   | 79,61       | Stefan Müller                                                                | 78,56       |
| Decathlon | Aleksandr Parkhomenko                                                    | 8051        | François Gourmet                                                 | 7792        | Nadir El Fassi                                                               | 7724        |
| record mondiale; record mondiale stagionale; record africano; record asiatico; record europeo; record nord-centroamericano e caraibico; record sudamericano; record oceaniano; record delle Universiadi; record nazionale; record personale; record personale stagionale. |                                                                          |             |                                                                  |             |                                                                              |             |

### Donne
| Specialità | Oro                                                                            | Prestazione | Argento                                                              | Prestazione | Bronzo                                                                  | Prestazione |
| 100 metri | Olga Khalandyreva                                                              | 11"43       | Ailis McSweeney                                                      | 11"68       | Nikolett Listár                                                         | 11"71       |
| 200 metri | Natalya Ivanova                                                                | 23"28       | Yelena Yakovleva                                                     | 23"45       | Élodie Ouédraogo                                                        | 23"62       |
| 400 metri | Natalya Nazarova                                                               | 51"31       | Fatou Bintou Fall                                                    | 51"33       | Tatyana Roslanova                                                       | 52"46       |
| 800 metri | Svetlana Klyuka                                                                | 2'00"80     | Binnaz Uslu                                                          | 2'01"42     | Marilyn Okoro                                                           | 2'01"90     |
| 1 500 metri | Olesya Syreva                                                                  | 4'12"69     | Tatyana Holovchenko                                                  | 4'12"73     | Liu Qing                                                                | 4'12"76     |
| 5 000 metri | Kim Smith                                                                      | 15'29"18    | Tatyana Holovchenko                                                  | 15'44"92    | Jolene Byrne                                                            | 15'56"01    |
| 10 000 metri | Eri Sato                                                                       | 34'12"06    | Zeng Guang                                                           | 34'57"57    | Mary Davies                                                             | 35'58"20    |
| Mezza maratona | Lee Eun-Jung                                                                   | 1'14'31     | Ryoko Kizaki                                                         | 1'14'34     | Jang Son-Ok                                                             | 1'14'50     |
| 3000 metri siepi | Lívia Tóth                                                                     | 9'40"37     | Victoria Mitchell                                                    | 9'47"54     | Türkan Erismis                                                          | 9'50"32     |
| 100 metri ostacoli | Mirjam Liimask                                                                 | 12"96       | Tatyana Pavliy                                                       | 13"01       | Derval O'Rourke                                                         | 13"02       |
| 400 metri ostacoli | Marina Shiyan                                                                  | 55"14       | Benedetta Ceccarelli                                                 | 55"22       | Marta Chrust                                                            | 55"49       |
| 4×100 metri | Evgeniya Polyakova, Olga Khalandyreva, Elena Yakovleva, Yuliya Chermoshanskaya | 43"62       | Natacha Vouaux, Aurore Kassambara, Celine Thelamon, Adrianna Lamalle | 43"73       | Derval O'Rourke, Anna Boyle, Emily Maher, Ailis McSweeney               | 44"69       |
| 4×400 metri | Anastasia Ovchinnikova, Natalia Ivanova, Yelena Migunova, Natalya Nazarova     | 3'27"47     | Monika Bejnar, Ewelina Sętowska, Marta Chrust, Grażyna Prokopek      | 3'27"71     | Antonina Yefremova, Olga Zangorodnya, Nataliya Pygyda, Liliya Pilyugina | 3'28"23     |
| Marcia 20 km | Jiang Qiuyan                                                                   | 1'33'13     | Vera Santos                                                          | 1'33"54     | Tatyana Sibileva                                                        | 1'34"16     |
| Salto in alto | Anna Chicherova                                                                | 1,90        | Iryna Kovalenko                                                      | 1,88        | Ariane Friedrich                                                        | 1,88        |
| Salto con l'asta | Julia Hütter                                                                   | 4,25        | Nadine Rohr                                                          | 4,20        | Dimitra Emmanouil                                                       | 4,20        |
| Salto in lungo | Lyudmila Kolchanova                                                            | 6,79        | Naide Gomes                                                          | 6,56        | Natalya Lebusova                                                        | 6,51        |
| Salto triplo | Wang Ying                                                                      | 14,12       | Olha Saladukha                                                       | 13,96       | Nadezhda Bazenova                                                       | 13,90       |
| Getto del peso | Natalya Khoroneko                                                              | 18,86       | Li Meiju                                                             | 18,48       | Misleydis González                                                      | 18,26       |
| Lancio del disco | Wioletta Potepa                                                                | 62,10       | Song Aimin                                                           | 61,74       | Dragana Tomaševic                                                       | 59,92       |
| Lancio del martello | Kamila Skolimowska                                                             | 72,75       | Liu Yinghui                                                          | 72,51       | Ester Balassini                                                         | 70,13       |
| Lancio del giavellotto | Barbora Špotáková                                                              | 60,73       | Ma Ning                                                              | 59,18       | Justine Robbeson                                                        | 58,70       |
| Eptathlon | Lyudmila Blonska                                                               | 6297        | Simone Oberer                                                        | 5996        | Jessica Ennis                                                           | 5910        |
| record mondiale; record mondiale stagionale; record africano; record asiatico; record europeo; record nord-centroamericano e caraibico; record sudamericano; record oceaniano; record delle Universiadi; record nazionale; record personale; record personale stagionale. |                                                                                |             |                                                                      |             |                                                                         |             |

## Medagliere
| #      | Nazione             | Oro | Argento | Bronzo | Totale |
| ------ | ------------------- | --- | ------- | ------ | ------ |
| 1      | Russia              | 11  | 3       | 6      | 20     |
| 2      | Polonia             | 5   | 1       | 1      | 7      |
| 3      | Cina                | 3   | 5       | 1      | 9      |
| 4      | Ucraina             | 3   | 4       | 4      | 11     |
| 5      | Bielorussia         | 3   | 1       | 1      | 5      |
| 6      | Uganda              | 3   | 0       | 0      | 3      |
| 7      | Giappone            | 2   | 5       | 2      | 9      |
| 8      | Estonia             | 2   | 1       | 0      | 3      |
| 9      | Brasile             | 2   | 0       | 1      | 3      |
| 9      | Germania            | 2   | 0       | 1      | 3      |
| 11     | Turchia             | 1   | 3       | 1      | 5      |
| 12     | Italia              | 1   | 1       | 2      | 4      |
| 13     | Giamaica            | 1   | 1       | 1      | 3      |
| 14     | Corea del Sud       | 1   | 1       | 0      | 2      |
| 15     | Ungheria            | 1   | 0       | 2      | 3      |
| 16     | Nuova Zelanda       | 1   | 0       | 1      | 2      |
| 16     | Sudafrica           | 1   | 0       | 1      | 2      |
| 18     | Lettonia            | 1   | 0       | 0      | 1      |
| 18     | Rep. Ceca           | 1   | 0       | 0      | 1      |
| 18     | Spagna              | 1   | 0       | 0      | 1      |
| 21     | Regno Unito         | 0   | 2       | 4      | 6      |
| 22     | Svizzera            | 0   | 2       | 1      | 3      |
| 23     | Canada              | 0   | 2       | 0      | 2      |
| 23     | Portogallo          | 0   | 2       | 0      | 2      |
| 25     | Irlanda             | 0   | 1       | 4      | 5      |
| 26     | Marocco             | 0   | 1       | 3      | 4      |
| 27     | Belgio              | 0   | 1       | 1      | 2      |
| 27     | Francia             | 0   | 1       | 1      | 2      |
| 27     | Grecia              | 0   | 1       | 1      | 2      |
| 27     | Corea del Nord      | 0   | 1       | 1      | 2      |
| 31     | Algeria             | 0   | 1       | 0      | 1      |
| 31     | Australia           | 0   | 1       | 0      | 1      |
| 31     | Egitto              | 0   | 1       | 0      | 1      |
| 31     | Finlandia           | 0   | 1       | 0      | 1      |
| 31     | Moldavia            | 0   | 1       | 0      | 1      |
| 31     | Senegal             | 0   | 1       | 0      | 1      |
| 37     | Kenya               | 0   | 0       | 2      | 2      |
| 38     | Cuba                | 0   | 0       | 1      | 1      |
| 38     | Kazakistan          | 0   | 0       | 1      | 1      |
| 38     | Serbia e Montenegro | 0   | 0       | 1      | 1      |
| Totale | Totale              | 46  | 46      | 46     | 138    |